# Finland i olympiska sommarspelen 1956
Finland deltog vid de olympiska sommarspelen 1956 i Melbourne, Australien (och Stockholm, där hästsporten avgjordes).

## Medaljörer
|         | Guld | Silver | Brons | Totalt |
| ------- | ---- | ------ | ----- | ------ |
| Finland | 3    | 1      | 11    | 15     |

Guld
- Pentti Linnosvuo — skytte, Fritt, män
- Rauno Mäkinen — brottning, fjädervikt, grekisk-romersk stil, män
- Kyösti Lehtonen — brottning, lättvikt, grekisk romersk stil, män

Silver
- Olavi Mannonen — modern femkamp, individuellt, män

Brons
- Voitto Hellstén — friidrott, 400 meter, män
- Veikko Karvonen — friidrott, maraton, män
- Jorma Valkama — friidrott, längdhopp, män
- Pentti Hämäläinen — boxning, fjädervikt, män
- Raimo Heinonen, Onni Lappalainen, Erkki Leimuvirta, Berndt Lindfors, Martti Mansikka och Kalevi Suoniemi — gymnastik, lagtävling, män
- Wäinö Korhonen — modern femkamp, män, individuellt
- Berndt Katter, Wäinö Korhonen och Olavi Mannonen — modern femkamp, lag
- Kauko Hänninen, Veli Lehtelä, Matti Niemi, Toimi Pitkänen och Reino Poutanen — fyrmansrodd
- Vilho Ylönen — skytte
- Erkki Penttilä — brottning
- Taisto Kangasniemi — brottning